# Quechua I
Quechua I, conocido  también como  o  Quechua Wáywash, o Quechua B,  es una de las dos ramas o grupos genealógicos de las lenguas quechua.  Está compuesta por una gran diversidad de variedades lingüísticas distribuidas en la sierra del centro del Perú, en los departamentos de Áncash, Huánuco, Pasco, Junín y Lima.
Este Quechua I se diferencia del Quechua II por el uso de vocales alargadas y en varios morfemas. Según los lingüistas Torero y Carranza, son más antiguos que el Quechua II.

## Clasificación
El quechua de Pacaraos es la variedad más divergente del Quechua I; en los primeros trabajos de Torero fue considerada dentro de la subrama A del Quechua II, el grupo "de transición", pero posteriores trabajos de Adelaar y Taylor la permitieron ubicar en la rama I.
El grupo restante y mayoritario, las lenguas quechuas centrales en sentido estricto, conforman un continuo dialectal con isoglosas que no permiten dividir en áreas discretas.  En su trabajo inicial, Torero (1964) delineó ocho variedades dialectales, a saber: 
Huaylas
Conchucos
Huayhuash occidentalextendido por la cuenca alta del río Pativilca
Huayhuash medioextendido por la cuenca alta del río Huaura y la del río Chaupihuaranga
Huayhuash orientalExtendido desde el sur de la provincia de Ambo hasta la provincia de Tarma, pasando por la meseta de Bombón.
Valle del Mantaro
Huánuco-Marañón
Huánuco-Huallaga
Posteriormente (1974), Torero presenta dos formas de agrupar estas lenguas. La primera, en relación con su proximidad a los dialectos más extremos, el del Callejón de Huaylas y el huanca, denominando a ambos grupos como Wáylay y Wánkay respectivamente.  Ambos se diferenciarían en la pluralización de los verbos.  Paralelamente, presenta cinco zonas con base en la intercomunicación de los hablantes:
- Zona 1: Ancash-Conchucos (Wáylay)
- Zona 2: Alto Marañón-Alto Huaura-Alto Huallaga (Intermedio entre Wáylay y Wánkay)
- Zona 3: Yaru
- Zona 4: Jauja-Huanca
- Zona 5: Huangáscar-Topará (eventualmente sumida en el quechua yauyino)

| Wáylay / Wánkay | Zona de intercomprensión                                    | Dialectos en Torero 1964 | Dialectos por código ISO/DIS 639-3 |
| --------------- | ----------------------------------------------------------- | ------------------------ | ---------------------------------- |
| Wáylay          | Zona 1: Dialectos Huaylas-Conchucos                         | Huaylas                  | Huaylas (qwh)                      |
| Wáylay          | Zona 1: Dialectos Huaylas-Conchucos                         | Conchucos                | Corongo (qwa)                      |
| Wáylay          | Zona 1: Dialectos Huaylas-Conchucos                         | Conchucos                | Sihuas (qws)                       |
| Wáylay          | Zona 1: Dialectos Huaylas-Conchucos                         | Conchucos                | Conchucos norte (qxn)              |
| Wáylay          | Zona 1: Dialectos Huaylas-Conchucos                         | Conchucos                | Conchucos sur (qxo)                |
| Wáylay          | Zona 1: Dialectos Huaylas-Conchucos                         | Conchucos                | Huamalíes (qvh)                    |
| Wáylay/Wánkay   | Zona 2: Dialectos Alto-Pativilca-Alto Marañón-Alto Huallaga | Huayhuash occidental     | Chiquián (qxa)                     |
| Wáylay/Wánkay   | Zona 2: Dialectos Alto-Pativilca-Alto Marañón-Alto Huallaga | Huayhuash occidental     | Cajatambo-Lima norte (qvl)         |
| Wáylay/Wánkay   | Zona 2: Dialectos Alto-Pativilca-Alto Marañón-Alto Huallaga | Huánuco-Marañón          | Margos-Yarowilca-Lauricocha (qvm)  |
| Wánkay          | Zona 2: Dialectos Alto-Pativilca-Alto Marañón-Alto Huallaga | Huánuco-Huallaga         | Huallaga (qub)                     |
| Wánkay          | Zona 2: Dialectos Alto-Pativilca-Alto Marañón-Alto Huallaga | Huánuco-Huallaga         | Panao o Pachitea (qxh)             |
| Wánkay          | Zona 3: Dialectos Yaru                                      | Huayhuash medio          | Alto Huaura                        |
| Wánkay          | Zona 3: Dialectos Yaru                                      | Huayhuash medio          | Chaupihuaranga (qur)               |
| Wánkay          | Zona 3: Dialectos Yaru                                      | Huayhuash medio          | Santa Ana de Tusi (qxt)            |
| Wánkay          | Zona 3: Dialectos Yaru                                      | Huayhuash oriental       | Ambo o San Rafael-Huariaca (qva)   |
| Wánkay          | Zona 3: Dialectos Yaru                                      | Huayhuash oriental       | Junín Norte (qvn)                  |
| Wánkay          | Zona 4: Dialectos Jauja-Huanca                              | Valle del Mantaro        | Huaylla Wanka (qvw)                |
| Wánkay          | Zona 4: Dialectos Jauja-Huanca                              | Valle del Mantaro        | Jauja Wanka (qxw)                  |
| Wánkay          | Zona 5: Dialectos Huangáscar-Topará                         |                          | Yauyos (qux)                       |
| Wánkay          | Zona 5: Dialectos Huangáscar-Topará                         | Chincha (qxc)            |                                    |

1. ↑  Con rasgos regionales al margen del Wánkay y el Wáylay.
2. ↑  Ninguna lengua enlistada en el ISO 639 incluye el quechua hablado en la cuenca alta del río Huaura.
3. ↑  SIL no considera una lengua única a este conjunto. Las variedades de Laraos y Lincha, que se enlistan bajo el código qux, pertenecen al Quechua II.

### Inteligibilidad mutua
La gran diversidad de isoglosas acumuladas en esta zona produce una gran complejidad en torno al grado de comprensión mutua entre los diversos lectos que la componen.
Según los trabajos de Torero anteriores a 1974, el conjunto de las zonas 1, 2 y 3 es altamente divergentes con las zona 4 así como con la 5, por lo que no podrían sumirse en una sola lengua estándar o en algún interlecto al conjunto waywash o al menos a las cuatro primeras zonas. Entre las zonas 4 y 5 tampoco hay una buena inteligibilidad mutua.
Respecto al primer conjunto (1, 2, 3), la Intercomprensión de estos sistemas es de los más complejos de la familia quechua.